# Monte Carmelo (Venezuela)
Pour les articles homonymes, voir Monte Carmelo.
Monte Carmelo est une ville de l'État de Trujillo au Venezuela, capitale de la paroisse civile de Monte Carmelo et chef-lieu de la municipalité de Monte Carmelo.